# عودة السبايس جيرلز
عودة السبايس جيرلز هي ثاني جولة موسيقية في أمريكا الشمالية وأوروبا لفرقة البوب البريطانية السبايس جيرلز، أقيمت جولة العودة في خمس دول في كلاً من أمريكا الشمالية وأوروبا، تعتبر هذه الجولة هي أول جولة منذ جولة الفرقة في الكريسماس عام 1999 عندما عملوا جولة عالم التوابل للمملكة المتحدة، والأولى لهم كخمسة أعضاء منذ مايو 1998، وكالعادة قاموا الخمسة بتحطيم الأرقام القياسية عندما بيعت تذاكر 17 حفلة في لندن خلال 38 ثانية! قدرت أرباح الجولة بـ 70 مليون دولار، وفازت الجولة بجائزة البيلبورد لأفضل جولة موسيقية في عام 2008